# Clì Gàidhlig
Clì Gàidhlig antigament conegut com a Comann an Luchd-Ionnsachaidh ('La societat d'aprenents'), o CLI, és una organització amb seu a Inverness que dona suport a aquells que aprenen gaèlic escocès i que lluita activament per promoure aquesta llengua.
Clì organitza classes i dies de conversa arreu d'Escòcia, celebra una reunió anual d'aprenents, Tional, i produeix materials didàctics, incloent una revista trimestral anomenada Cothrom, que vol dir tant "oportunitat" com "grup de gent".
Clì apareix sovint a les notícies com a lobby per la defensa del gaèlic (per exemple, aquí) i està representat al parlament escocès per mitjà d'un cross party group (grup format per membres de tots els partits, organitzacions... que discuteixen sobre un tema d'interès comú) sobre el gaèlic.
Recentment Clì ha format Deiseil Ltd. juntament amb dos professors de la llengua. Deiseil Ltd. és l'empresa que administra el curs Ùlpan, inspirat en l'Ulpan israelià.